# Albin Hirsch
Georg Albin Hirsch (* 12. Dezember 1847 in Altsattel; † 11. September 1918 in Wien) war ein österreichischer Tischlermeister und Politiker (CS).

## Leben
Albin Hirsch war der Sohn des k.k. Finanzaufsehers Mathias Hirsch und seiner Frau Katharina, geborene Schottenhammel, aus dem Bezirk Pisek. Er besuchte Volksschulen in Eisenstein und Kuschwarda und kam als Tischlerlehrling bei seinem Onkel nach Wien. Nach seinem Lehrabschluss arbeitete er zunächst bei verschiedenen Baufirmen, dann in der Simmeringer Waggonfabrik, wo er zum Werkführer aufstieg. Hirsch machte sich 1875 im damals noch nicht zu Wien gehörenden Dorf Simmering als Tischlermeister selbstständig.
Im nunmehrigen 11. Wiener Gemeindebezirk Simmering wurde er 1891 zunächst Bezirksrat, dann von 1895 bis 1918 christlichsozialer Bezirksvorsteher. Von 1909 bis 1915 vertrat er die Christlichsoziale Partei (CS) als Abgeordneter im Landtag von Niederösterreich. Auf seine Initiative hin wurde im Jahr 1900 der Friedhof der Namenlosen neu angelegt. Hirsch war Obmann des Gründungskomitees der Freiwilligen Rettungsgesellschaft Simmering, die 1905 nach dem Vorbild der Wiener Freiwilligen Rettungsgesellschaft gegründet wurde. Er wirkte als Vizepräsident des Kirchenbauvereins der Neusimmeringer Pfarrkirche, die 1910 eingeweiht wurde.
Albin Hirsch wurde 1914 mit dem Ritterkreuz des Franz-Joseph-Ordens und 1916 mit dem Kriegskreuz für Zivilverdienste II. Klasse geehrt. Er starb 1918 im Alter von 70 Jahren an Prostatakrebs und wurde auf dem Simmeringer Friedhof bestattet. Nach ihm wurde 1949 der Albin-Hirsch-Platz in Simmering benannt.
Der römisch-katholisch getaufte Hirsch verheiratete sich am 13. August 1871 in der Altsimmeringer Pfarrkirche mit Elisabeth Scharf aus Obernberg am Inn. Der in Altsimmering am 16. Juni 1876 geborenen Sohn Albin verstarb bereits als Säugling am 9. August 1876.